# Kriechende Hauhechel
Die Kriechende Hauhechel (Ononis repens) ist eine Pflanzenart aus der Gattung der Hauhecheln (Ononis) innerhalb der Familie der Hülsenfrüchtler (Fabaceae).

## Beschreibung

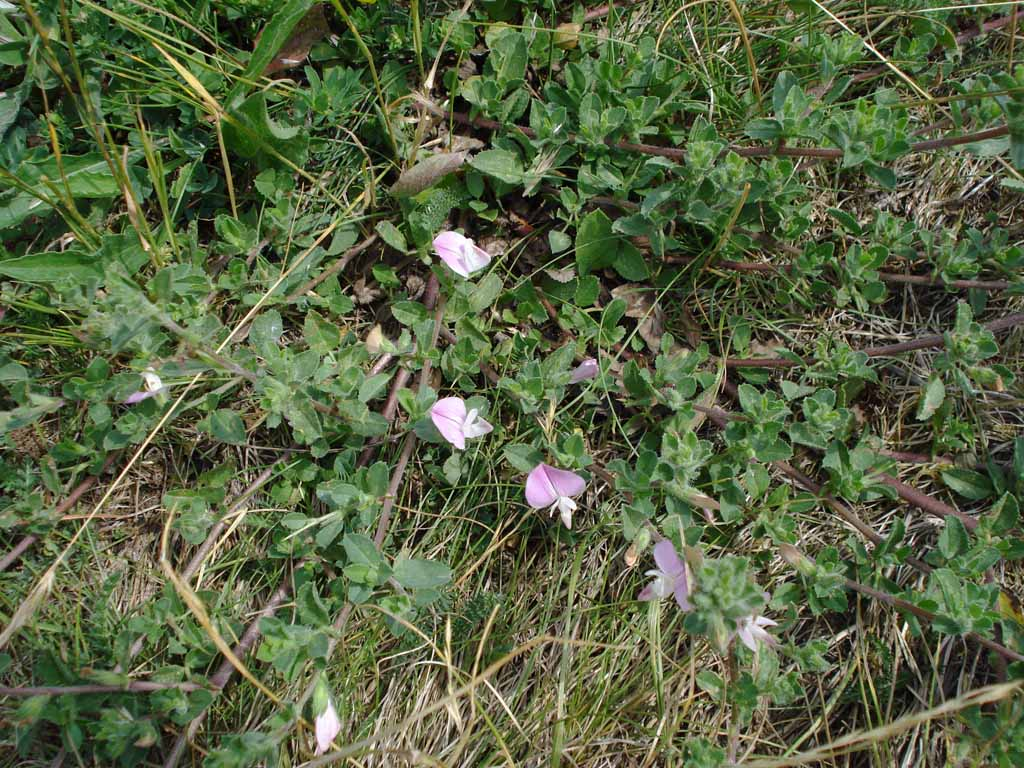
Habitus

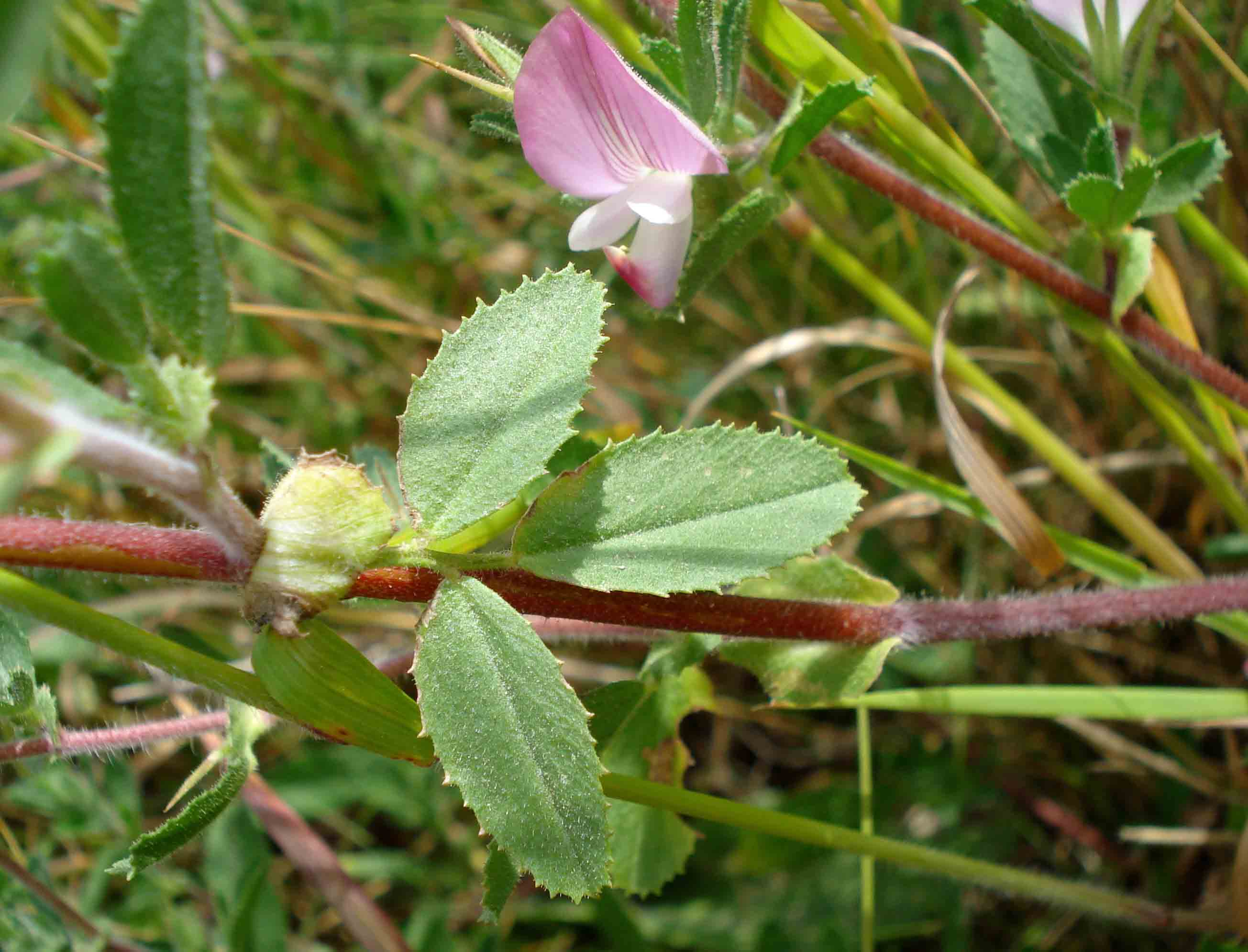
Laubblatt

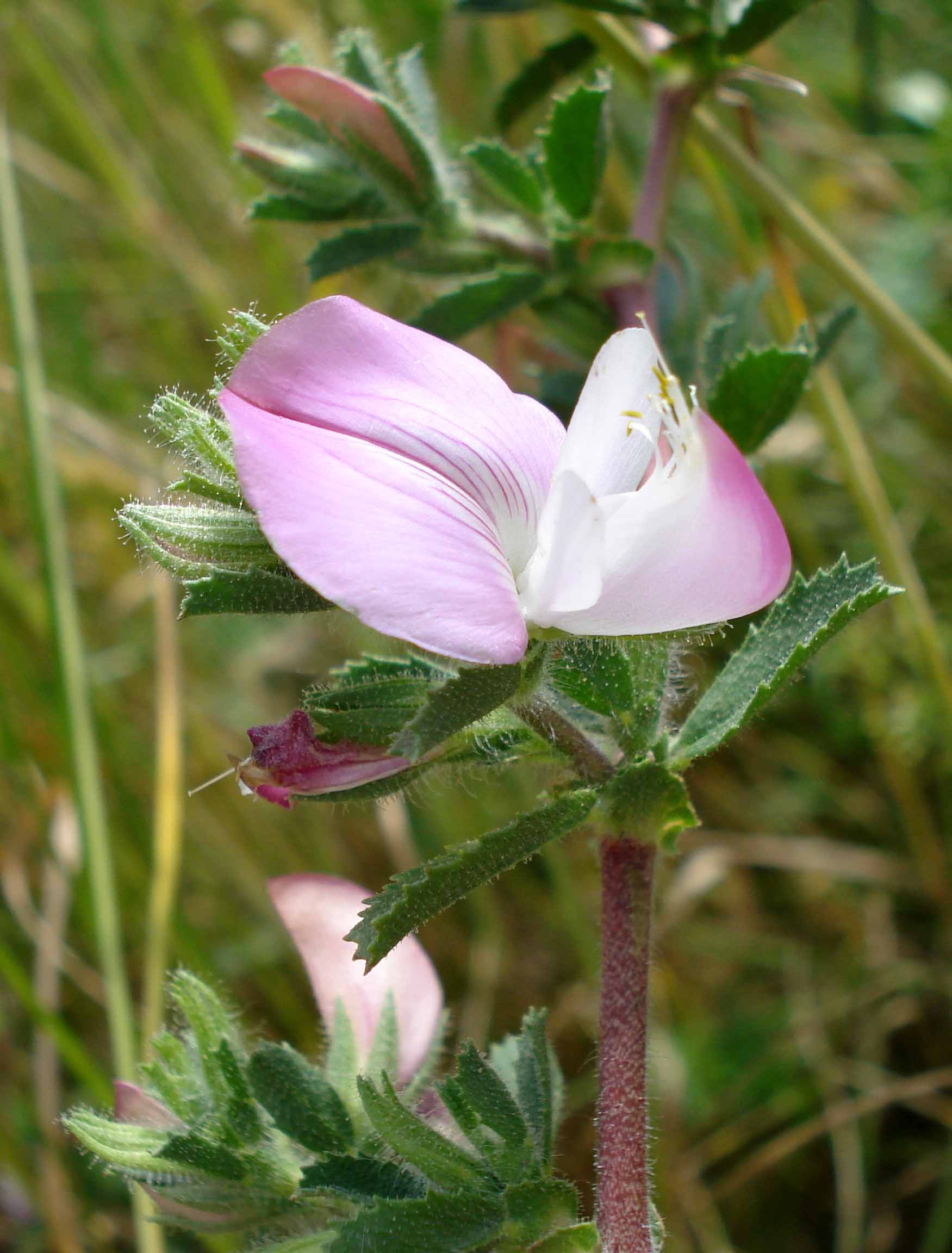
Details der Blüte

### Vegetative Merkmale
Die Kriechende Hauhechel ist eine ausdauernde krautige Pflanze, die meist Wuchshöhen von 30 bis 60 Zentimetern erreicht. Der ausläuferartig-niederliegende bis aufsteigende Stängel kann an seiner Basis verholzen. Die aufsteigenden Seitenäste besitzen keine oder wenige, weiche Dornen. Der Stängel ist ringsum drüsig-flaumig und zerstreut zottig behaart.
Die wechselständig angeordneten Laubblätter sind in Blattstiel und -spreite gegliedert. Die Fiederblättchen der dreizähligen Blattspreite sind bei einer Länge von 7 bis 22 Millimetern eiförmig mit meist gerundetem oder auch ausgerandetem oberen Ende; sie sind drüsig behaart und am Rand gesägt.

### Generative Merkmale
Die Blütezeit liegt vorwiegend in den Monaten Juni und Juli. Die blattachselständigen Blüten sitzen fast immer einzeln in einem lockeren Gesamtblütenstand. Der Kelch ist drüsig und besitzt an der Basis lange, waagerecht abstehende Haare. Die Kronblätter sind rosa-rot.
Die Hülsenfrüchte sind kürzer als der Kelch.
Die Chromosomenzahl beträgt 2n = 30, 32, 60 oder 64.

## Vorkommen
Die Kriechende Hauhechel ist ein subatlantisch-submediterranes Florenelement. Die Kriechende Hauhechel kommt vom gemäßigten Europa über die Pyrenäen bis nach Marokko vor. Östlich dringt sie bis nach Westpolen und Nordmazedonien vor.
In Deutschland ist die Kriechende Hauhechel allgemein verbreitet und meist häufig zu finden. Nur in Nordwestdeutschland fehlt sie teilweise über größere Strecken. In Österreich kommt die Kriechende Hauhechel zerstreut bis selten vor und ist als „gefährdet“ eingestuft. In der Schweiz trifft man die Kriechende Hauhechel recht häufig an.
Die Kriechende Hauhechel wächst in Halbtrockenrasen-Gesellschaften wie zum Beispiel trockenen Weiden. Sie gedeiht meist auf nährstoffhaltigen Lehm- und Kalksteinböden.
Die ökologischen Zeigerwerte nach Landolt et al. 2010 sind in der Schweiz: Feuchtezahl F = 2+w (frisch aber mäßig wechselnd), Lichtzahl L = 4 (hell), Reaktionszahl R = 3 (schwach sauer bis neutral), Temperaturzahl T = 3+ (unter-montan und ober-kollin), Nährstoffzahl N = 2 (nährstoffarm), Kontinentalitätszahl K = 3 (subozeanisch bis subkontinental).

## Systematik
Auf Grund von Bastardisierungen, insbesondere mit der Dornigen Hauhechel (Ononis spinosa), werden Bestimmungen einzelner Exemplare häufig schwierig, da sich eine große Formenvielfalt ergibt. Zur Vereinfachung werden daher die beiden Arten gelegentlich zu einer „Artengruppe Ononis spinosa agg.“ vereinigt. Der außerordentliche Formenreichtum wird noch dadurch erhöht, dass Faktoren wie Jahreszeit, Düngung, Beweidung oder Mahd zu einem ganz unterschiedlichen Aussehen der Kriechenden Hauhechel beitragen können.
Eine abschließende taxonomische Bewertung des gesamten Formenkomplexes steht im letzten Jahrhundert noch aus. Je nach Autor gibt es zwei Unterarten:
- Zum einen die allgemein verbreitete Ononis repens subsp. procurrens (Gewöhnliche Kriechende Hauhechel) (Syn.: Ononis spinosa subsp. procurrens). Sie kommt in Europa in fast allen Ländern vor und fehlt nur in Ungarn, Albanien und in Island.[3]
- Außerdem die möglicherweise in Niedersachsen vorkommende Ononis repens subsp. repens (Dünen-Hauhechel), die sich unter anderem durch kleinere Blüten unterscheidet.